# DREAMS COME TRUE
DREAMS COME TRUE，日本音樂團體。一般簡稱為DCT，在台灣則意譯為美夢成真。目前歸屬於 DCT entertainment 事務所，所屬唱片公司為日本環球音樂及DCT records（美夢成真獨立設立之唱片公司）。
DREAMS COME TRUE以高達5,500萬張的全球唱片總銷量，於全球最暢銷歌手中排行第103位，同時也是亞洲最暢銷歌手中排行第二位，僅次於B'z。
成員為吉田美和（主唱）、中村正人（團長，貝斯手）。前團員西川隆宏（鍵盤手）於2002年離團(因為吸食安非他命)。

## 概要
1989年推出第二張專輯『LOVE GOES ON…』（讓愛繼續...）及第三張專輯『Wonder3』（不思議3）銷售均突破一百萬張。第四張專輯『MILLION KISSES』（百萬個吻）至第八張專輯『LOVE UNLIMITED∞』（愛無界限）達到銷售突破兩百萬張，特別是1992年所推出的第五張專輯『The Swinging Star』（星光燦爛）乃是日本史上首次銷售突破三百萬張的紀錄創造者。
單曲部分，シングルにおいても1990年発表の『笑顔の行方』（微笑的行蹤）でブレイク。之後的『決戦は金曜日』、『go for it!／雨の終わる場所』、『サンキュ.』、『LOVE LOVE LOVE／嵐が来る（暴風雨來襲）』四張單曲均創下銷售百萬的紀錄。其中『LOVE LOVE LOVE／嵐が来る（暴風雨來襲）』銷售突破兩百萬張。
1997年，所屬唱片公司自 EPIC SONY RECORD 跳槽至 VIRGIN RECORD (American) ，在日本的銷售販賣則由 TOSHIBA EMI 負責，台灣則為 EMI 科藝百代，之後開始製作英文版，於海外發表各項作品。
2002年離開 VIRGIN RECORD (American) 後，獨立成立美夢成真專屬唱片公司 DCT Records。於2003年加入日本環球唱片，正式回歸主流品牌。
1991年起舉辦每四年一次，全部演唱歌曲均由歌迷投票選出的「史上最強の移動遊園地　ドリカムワンダーランド（WONDERLAND）」（史上最強的移動遊園地 DREAMS COME TRUE WONDERLAND）。
2007年10月，吉田美和的丈夫（兩人並無實際登記為結婚）末田健逝世，因考量到吉田美和的精神狀況而傳出暫時中止活動的報導。
2008年6月，吉田美和再出發，以「3,2,1,0再一次重生」的概念，發行新單曲MERRY－LIFE－GOES－ROUND，MV邀請到分屬不同唱片公司的小事樂團女主唱持田香織跨刀演出，以「生命」為創作意念，希望鼓勵所有曾經歷親人過世之痛的人，並告訴天國的丈夫，自己會努力的活下去。
2009年3月，發行第15張專輯＂DO YOU DREAMS COME TRUE?＂，隨著成軍20週年的新專輯發行，展開了為期四個月的20週年演唱會，共計13個城市33場30萬人動員；此次演唱會為紀念成軍20週年，特別製作首張Blu-ray藍光光碟。
2016年7月，日本紀念日協會頒定7月7日為「DREAMS COME TRUE之日」。
2018年，成團30年，並相隔26年再度為NHK晨間劇萬福主題曲演唱，成為晨間劇史上目前唯一一組兩次NHK晨間劇主唱。

### 樂團名稱
該組合最初名為「CHA-CHA & AUDREY's Project」」（恰恰與安德烈計畫），但幾個月後更名為「DREAMS COME TRUE」，意為「美夢成真」。

### 影響力
- 出道時，一女兩男的陣容被稱為「夢想成真陣容」。之前也有過類似的陣容，比如REBECCA（日语：レベッカ (バンド)）樂團，但專輯《MILLION KISSES》封面上三人雙手交叉的照片給人留下了「夢想成真陣容」的深刻印象，這個詞也被用來形容男女之間的關係[3]，自1990年代以來，包括globe在內的許多音樂團體都擁有這樣的陣容。
- 然而，也有許多團體後來一名男性成員離開樂隊，組合變成男女2人組，包括DREAMS COME TRUE，這個詞的起源、生物股長、小事樂團、綠樂團、m.o.v.e、MY LITTLE LOVER、大無限樂團和Hysteric Blue（Hysteric Blue現已解散）[4]。還有一些組合從出道以來就一直以男女二人組的形式進行表演，例如PSY·S、SENTIMENTAL:BUS（日语：センチメンタル・バス）、愛的魔幻、YOASOBI。
- 說到受到DREAMS COME TRUE影響的女歌手，倖田來未表示「因為DREAMS COME TRUE我想成為一名歌手」，絢香表示「自從小學第一次聽到他們的音樂以來，我就一直很喜歡、很尊敬他們這個樂隊。高中的時候組了樂隊，一遍遍地唱『決戰星期五』，我永遠不會忘記在出道前一天去聽DREAMS COME TRUE演唱會並淚流滿面的情景」，E-girls的Aya（日语：Dream Aya）表示「我從小就聽DREAMS COME TRUE」，水樹奈奈表示「對於我這種從小就只聽演歌和動畫歌曲的人來說，發現DREAMS COME TRUE真的讓我很震驚」[5]。
- 在運動界，女子摔跤選手吉田沙保里、前日本女子足球員澤穗希、職棒福岡軟銀鷹球員本多雄一都以「無數次」作為出場曲。前福岡軟銀鷹球員內川聖一也以「AGAIN（日语：AGAIN (DREAMS COME TRUEの曲)）」作為出場曲。
- 2009年3月舉行的DREAMS COME TRUE致敬現場演唱會邀請了島袋寬子、寶兒、平原綾香、一青窈、克莉絲朵·凱兒、hiroko（日语：hiroko）（大和美姬丸）、絢香分別講述了他們對DREAMS COME TRUE的感受。2014年，為紀念出道25週年發行了一張致敬專輯（日语：トリビュート・アルバム），名為《我與DREAMS COME 2 -DREAMS COME TRUE 25th ANNIVERSARY BEST COVERS-（日语：私とドリカム -DREAMS COME TRUE 25th ANNIVERSARY BEST COVERS-）》，其中收錄了HY、中島美嘉、大塚愛、生物股長、JUJU等人翻唱的DREAMS COME TRUE歌曲[6]。
- 2015年，第2張專輯《我與DREAMS COME 2 -DREAMS COME WONDERLAND 2015 開催紀念 BEST COVERS-（日语：私とドリカム2 -ドリカムワンダーランド2015 開催記念 BEST COVERS-）》接連發售，參與者包括Little Glee Monster、三浦大知、德永英明、MONGOL800等人[7]。
- 2017年發行了尊貴翻唱專輯《The best covers of DREAMS COME TRUE DORIUTA Vol.1（日语：The best covers of DREAMS COME TRUE ドリウタ Vol.1）》，為上述藝人帶來了新的認知。
- 2007年，大和綜合研究所（日语：大和総研）發布的一項調查結果顯示，「隨著DREAMS COME TRUE的知名度不斷提高，其股價也隨之上漲」。研究結果發現，DREAMS COME TRUE的人氣與股價指數之間有較高的相關性，同時上漲的可能性為85.7%，同時下跌的可能性為66.7%。他們得出結論「（DREAMS COME TRUE的）現實主義歌曲受到關注的環境可能是由於包括投資者在內的人們的感情得到了滿足。投資者情緒更有可能變得積極，股價也更有可能上漲」[8]。

## 來歷

### 2021年—
- 2025年
  - 1月29日：單曲《從這裡開始！（日语：ここからだ!）》發行數位版。2025年3月16日，為紀念大阪關西世博會和「Asumirai ABC EXPO Project」而舉辦的活動「ACN EXPO EKIDEN 2025」的主題曲發行。
  - 3月12日：《DREAMS COME TRUE出道35週年紀念單曲 ！（日语：ここからだ!）》發行。
  - 4月4日：在二子玉川舉辦「澀谷Dreams Come True劇場，Page30開幕活動 Dreams Come True Wonderland服裝展」（展期至4月6日）。
  - 4月11日：由中村正人擔任執行製作人和音樂總監的電影《Page30》上映。原聲帶也於同日發行。 《永不結束的歌曲 -Page30-》由吉田美和作詩。作為電影《Page30》主放映場地的帳篷劇場「澀谷美夢成真劇場」，也將在同一天開業，成為澀谷新的文化中心。「澀谷美夢成真劇場 Page30開幕紀念贊助活動 美夢成真迪斯可高級版」也將舉辦。

## 音樂作品

### 單曲
1. あなたに会いたくて（想見你）（1989年3月21日）
c/w Don't You Say…
2. APPROACH（1989年6月1日）
c/w 週に1度の恋人（一週一次的情人）
3. うれしはずかし朝帰り（乍喜還羞晨歸路）（1989年9月1日）
c/w うれしい! たのしい! 大好き!（高興！快樂！我愛你！）
4. LAT.43°N～forty-three degrees north latitude～（1989年11月22日）
c/w サンタと天使が笑う夜
5. 笑顔の行方（微笑的行蹤）（1990年2月10日）
c/w 未来予想図II
6. Ring! Ring! Ring!（1990年6月21日）
c/w 戦いの火蓋
7. さよならを待ってる（等著道再見）（1990年9月21日）
c/w かくされた狂気
8. 雪のクリスマス（下雪的聖誕節）（1990年11月21日）
c/w VERY MERRY CHRISTMAS ※「サンタと天使が笑う夜」英語版
9. Eyes to me／彼は友達（Eyes to me／他是朋友）（1991年4月25日）
10. 忘れないで（不能忘懷）（1991年10月25日）
c/w この恋はハードボイルド（冷酷的戀情）
11. 決戦は金曜日/太陽が見てる（決戰星期五/太陽在看）（1992年9月19日）
12. 晴れたらいいね（放晴真好）（1992年10月21日）
c/w SAYONARA
13. go for it!／雨の終わる場所（Go for it!／雨停的地方）（1993年9月9日）
14. WINTER SONG（1994年1月7日） 
c/w SWEET DREAM
15. WHEREVER YOU ARE（1994年4月28日）
c/w SAYONARA～WORLDWIDE VERSION
16. すき/きづいてよ（日语：すき/きづいてよ）（心動了／為什麼不用心）（1994年11月4日）
17. サンキュ.（Thank you.）（1995年2月22日） 
c/w The signs of LOVE ～ETERNITY "DELICIOUS" version～ ※「ETERNITY」日語版。
18. LOVE LOVE LOVE／嵐が来る（LOVE LOVE LOVE／暴風雨來襲）（1995年7月24日）
19. ROMANCE／家へ帰ろ（Romance／回家）（1995年10月30日）
20. そうだよ（是阿）（1996年11月25日） ※在epic sony record唱片的最後一張單曲
c/w 誘惑
21. PEACE!／MARRY ME?（1997年10月22日） ※ヴァージン・レコード・アメリカ（日本東家為東芝EMI）
22. あはは（1998年1月28日）
c/w BEAUTIFUL BOY（DARLING BOY）／あはは　KING MIX
23. WINTER SONG （再次發行）（1998年11月26日） 
c/w サンタと天使が笑う夜
c/w 雪のクリスマス（下雪的聖誕節）
24. 朝がまた来る（迎接朝陽）（1999年1月20日） 
c/w 三日月
25. なんて恋したんだろ（什麼樣的戀愛）（1999年3月31日）
c/w 夢で逢ってるから（因為在夢裡相見）
26. SNOW DANCE（1999年12月24日） 
c/w SNOW DANCE ～a capella version～／SNOW DANCE ～acoustic version～／dragonfly ～special radio mix～
27. わすれものばんちょう（健忘大王）（2000年7月7日）※ドリームズ・カム・トゥルー名義（カタカナ表記）で企画盤扱い
c/w おどれ! わすれものばんちょう （DISCO・ヴァージョン）
28. 24/7 -TWENTY FOUR/SEVEN-（2000年11月22日） 
c/w SONG OF JOY -"king's crab" mix-／MITSUBACHI -king's mambo magnifico mix-／24/7 -club mix featuring ZEEBRA-
29. 好きだけじゃだめなんだ（只有喜歡是不行的）（2001年1月31日）
c/w TOKYO ATLAS -king's party mix-／NANTE KOI SHITANDARO -king crafty mix-／好きだけじゃだめなんだ -king's ya-man! mix-
30. Go On, Baby! -universal mix-（2001年6月6日） 
c/w Go On, Baby! （Japanese version）／See You In My Dreams
31. いつのまに（轉眼之間）（2001年7月18日） ※ヴァージン・レコード・アメリカでの最後のシングル
c/w スキスキスー／スキスキスー（好喜歡喜歡你） roherri-mix feat.Yohey Tsukasaki／いつのまに（轉眼之間） a-mix feat.Yoshihiro Kondo
32. IT'S ALL ABOUT LOVE（2002年9月19日） ※由DCT records（美夢成真獨立之唱片公司）發行
c/w SAY IT／IT'S ALL ABOUT LOVE -acoustic version-／SAY IT -acoustic version-
33. やさしいキスをして（溫柔的吻）（2004年2月18日） ※回歸主流唱片，加入新東家環球唱片後第一張單曲
c/w うれしい! たのしい! 大好き! ～15th ANNIVERSARY SPECIAL～（高興！快樂！我愛你！十五週年特別版）
34. マスカラまつげ／はじまりのla（睫毛上的睫毛／開始的la）（2004年4月21日）
35. OLA! VITORIA!（2004年6月16日） 
c/w HOLIDAY ～much more than perfect!～／OLA! VITORIA! （Instrumental Version featuring MASAYOSHI TAKANAKA）／HOLIDAY ～much more than perfect!～ （Instrumental Version featuring DAVID SPINOZZA）
36. ラヴレター（情書）（2004年11月3日）
c/w 未来を旅するハーモニー ～DCT VERSION～
37. 何度でも（無數次）（2005年2月16日）
c/w 空を読む（解讀天空）
38. JET!!!／SUNSHINE（2005年11月30日）
39. もしも雪なら／今日だけは（如果下雪的話／只有今天）（2006年11月29日）
c/w SWEET SWEET SWEET - 06 AKON MIX -
40. 大阪LOVER（大阪戀人）（2007年3月7日）
c/w THE FIRST DAY WITHOUT YOU -JAPANESE VERSION-
41. きみにしか聞こえない（只有你聽的見）（2007年6月13日）
c/w サヨナラ59ers!（フィフティーナイナーズ）（再見大哭的人！）
42. ア・イ・シ・テ・ルのサイン ～わたしたちの未来予想図～（我愛你的記號～我們的未來預想圖～）（2007年10月3日）
c/w 未来予想図（未來預想圖）　～VERSION ‘07～
c/w 未来予想図2（未來預想圖2）　～VERSION ‘07～
43. またね featuring ルフィ、ナミ、ゾロ、ウソップ、サンジ、チョッパー、ロビン、フランキー、ヒルルク、くれは （2008年2月27日）
c/w またね -CMJK REMIX- / CARNAVAL 〜すべての戦う人たちへ〜 -SINGLE VERSION-
44. MERRY-LIFE-GOES-ROUND/TRUE, BABY TRUE. （2008年6月25日）
45. 連れてって 連れてって （帶我去 帶我去）（2008年11月12日）
46. GOOD BYE MY SCHOOL DAYS  （2009年2月25日）
47. その先へ（迎向未來） feat.FUZZYCONTROL  （2009年9月9日）
48. ねぇ(欸) (2010年6月30日)
49. 生きてゆくのです♡(度過每一天) (2010年7月7日)
50. LIES, LIES. (2010年10月27日)
51. MY TIME TO SHINE (2012年5月16日)
52. さぁ鐘を鳴らせ／MADE OF GOLD -featuring DABADA- (讓鐘響吧) (2013年7月10日)
53. AGAIN (2014年3月26日)

### 專輯
1. DREAMS COME TRUE（1989年3月21日）
2. LOVE GOES ON…（讓愛繼續...）（1989年11月22日）
3. WONDER 3（不思議3）（1990年11月1日）
4. MILLION KISSES（百萬個吻）（1991年11月15日）
5. The Swinging Star（星光燦爛）（1992年11月14日）
6. MAGIC（神奇）（1993年12月4日）
7. DELICIOUS（秀色可餐）（1995年3月25日）
8. LOVE UNLIMITED∞（愛無界限）（1996年4月1日）
9. SING OR DIE（生為歌唱）（1997年11月15日）
10. the Monster（1999年4月21日）
11. monkey girl odyssey（monkey girl的奧德賽）（2001年12月5日）
12. DIAMOND 15（璀璨夢想）（2004年12月8日）※初回版附贈DVD。
13. THE LOVE ROCKS（愛情震撼）（2006年2月22日） ※初回版附贈專輯製作幕後花絮DVD。
14. AND I LOVE YOU（我真的愛你）（2007年12月12日） ※初回限定版附贈DVD收入MV及拍攝花絮。
15. DO YOU DREAMS COME TRUE?（2009年3月21日） ※初回限定有CD+DVD與2CD版本（DVD收錄WINTER FANTASIA 2008～DCTgarden“THE LIVE!!!”，2CD為專輯＋精選輯＂THE SOUL 2＂）。日本普通盤為單CD，台灣僅發行CD+DVD與2CD版本
16. LOVE CENTRAL（2010年11月30日） ※初回限定有CD+DVD

### 特別專輯
- SING OR DIE -WORLDWIDE VERSION-（歡唱全世界-國際版-）（1998年7月16日）

- THE MONSTER-universal mix-（音樂戰士-全球版-）（2001年5月9日）

- SING OR DIE 2002:monkey girl odyssey tour special edition

- the Monster 2002:monkey girl odyssey tour special edition

### 精選輯
- BEST OF DREAMS COME TRUE（美夢成真『百萬單曲精選』）（1997年10月1日）

- DREAMS COME TRUE GREATEST HITS "THE SOUL"（美夢成真千禧至愛精選輯『全心全靈』）（2000年2月14日）

- DREAMAGE-DREAMS COME TRUE “LOVE BALLAD COLLECTION”（美夢成真『永誌不渝十五週年情歌精選』）（2003年12月17日）

- DREAMANIA DREAMS COME TRUE～SMOOTH GROOVE COLLECTION～（美夢成真『愛的夢想家十五週年紀念精選』）（2004年1月9日）

- LOVE OVERFLOWS -ASIAN EDITION-（愛盛開-亞洲版-）（2004年3月3日）

- GREATEST HITS "THE SOUL 2"（2009年3月21日）※與DO YOU DREAMS COME TRUE？專輯共同發行，日本台灣皆無單獨發行

- DREAMS COME TRUE THE BEST!（我的美夢成真精選輯）（2015年7月7日）

### MT
- DREAMS COME TRUE（1989年3月21日）
- WONDER 3（不思議3）（1990年11月1日）
- MILLION KISSES（百萬個吻）（1991年11月15日）
- 晴れたらいいね（放晴真好）（1992年10月21日）
- The Swinging Star（星光燦爛）（1992年11月14日）
- MAGIC（神奇）（1993年12月4日）
- DELICIOUS（秀色可餐）（1995年3月25日）
- LOVE UNLIMITED∞（愛無界限）（1996年4月1日）
- 7月7日、晴れ（七月七日晴）（1996年4月1日）

### MD
- DELICIOUS（秀色可餐）（1995年3月18日）
- LOVE UNLIMITED∞（愛無界限）（1996年4月1日）
- 7月7日、晴れ（七月七日晴）（1996年4月1日）
- DREAMS COME TRUE GREATEST HITS "THE SOUL"（美夢成真千禧至愛精選輯·全心全靈）（2000年2月14日）

### 影片
- 史上最強の移動遊園地　ドリカムワンダーランド '91 （VHS/LD/β:1992年2月21日、DVD:2000年12月6日）
- WINTER SONG（VHS:1994年2月14日、DVD:2003年11月19日）
- 史上最強の移動遊園地 ドリカムワンダーランド '95★50万人のドリームキャッチャー（VHS/LD:1995年12月1日、DVD:2000年12月6日）
- CHILDREN OF THE SUN -LIVE! D.C.T.1998 SING OR DIE-（VHS/LD:1998年7月16日、DVD:2000年12月6日）
- 史上最強の移動遊園地 DREAMS COME TRUE WONDERLAND 1999 ～夏の夢～（VHS:2000年3月14日、DVD:2000年11月22日）
- 史上最強の移動遊園地 DREAMS COME TRUE WONDERLAND 1999 ～冬の夢～（VHS:2000年3月14日、DVD:2000年11月22日）
- 24/7 -the movie-（DVD:2000年12月6日）
- DCT CLIPS V1（VHS/DVD:2001年12月5日）
- 史上最強の移動遊園地 DREAMS COME TRUE WONDERLAND 2003（DVD:2003年12月17日）
- DCT-TV スペシャル DREAMS COME TRUE WONDERLAND 2003 DOCUMENTARY（DVD:2005年2月23日）
- DREAMS COME TRUE CONCERT TOUR 2005 DIAMOND15（DVD:2005年7月27日）※台灣初回版加收幕後花絮
- DREAMS COME TRUE CONCERT TOUR 2006 THE LOVE ROCKS（DVD:2006年11月29日）※初回限定盤為2DVD+CD,收錄DCT-TC SPECIAL以及LOVE LOVE LOVE～ENGLISH VERSION JAZZ MIX～
- 史上最強の移動遊園地 DREAMS COME TRUE WONDERLAND 2007（DVD:2008年2月27日）※普通盤為2DVD, 初回限定盤為3DVD, 收錄Officeal Fan Club POWER PLANT SPECIAL LIVE
- 20th Anniversary Concert Tour 2009 ドリしてます? （DVD:2009年10月1日 首張Blu-ray藍光光碟同步發行））※普通盤為2DVD, 初回限定盤為3DVD, 收錄MC以及MV, 藍光Blu-ray僅為1張Blu-ray Disc

### 原聲帶
- 「ひらり」（力與美）電視原聲帶（1993年1月21日）
- WINTER SONG～めぐり逢えたらスペシャル・サウンドトラック（1994年1月7日）
- 長男の嫁（長男之嫁） / 電視原聲帶 （1994年5月21日）
- スワン・プリンセス－白鳥の湖－　原聲帶 （1995年1月26日）演唱電影『天鵝公主』主題曲『Eternity』，電影原聲帶專輯在全美發行，也是美夢成真第一張專輯在日本以外的地方發行。
- 7月7日、晴れ（跟我說愛我） / 電視原聲帶（1995年8月28日）
- 七月七日晴 / 電視原聲帶（1996年4月1日）
- THE VOICE OF FATE～救命病棟24時（急診室24小時）1999年2月24日）
- アトランティス / 失われた帝国（失落的帝國）～電影原聲帶 （2001年10月31日）
- UPU「本家のヨメ」オリジナル・ドラマ・トラックス / CALLING OF A MIRACLE（2001年11月7日）
- きみにしか聞こえない（只有你聽得見） / 電影原聲帶 監修・中村正人 音楽・大谷幸（2007年6月13日）

### 編曲專輯
- 3VIEWS/3Views Producers（2000年11月8日）
- 「Wishing A Special Christmas To You」 / F.O.H featuring Miwa Yoshida（2000年11月22日）
- 我想你～穿越時空～/ MISIA+DCT（2001年1月1日）
- ZERO LANDMINE / N.M.L.（NO MORE LANDMINE）（2001年4月25日）

## 遊戲相關
- Dancing Stage featuring DREAMS COME TRUE（KONAMI）
  - 本作是日本版勁爆熱舞（DDR，Dance Dance Revolution）系列《Dancing Stage》（吉田美和稱為《Dream Dream Dance Revolution》）的第2部作品。街機版於1999年12月25日發行。在正式發行前，在「DREAMS COME TRUE WONDERLAND '99 冬之夢」會場進行了場地測試，遊客可以免費體驗遊戲。此外，在主演唱會上，演唱「go on, baby！」時，舞台上出現了DDR風格的螢幕，台上成員和觀眾都跟著螢幕一起舞動起來。
  - PlayStation版於2000年4月20日發行，此為與精選專輯《DREAMS COME TRUE GREATEST HITS "THE SOUL"》的合作，專輯CD為追加光盤，可插入遊戲機播放追加歌曲。
- beatmania featuring DREAMS COME TRUE（KONAMI）
  - 本作是beatmania系列的一部分。街機版及PlayStation版皆於2000年5月31日發行。

## 合輯
粗體字表示原版DREAMS COME TRUE CD中未收錄的歌曲。
| 發行日期      | 專輯               | 收錄曲     |
| ------------- | ------------------ | ---------- |
| 1989年4月21日 | BEAT EXPRESS Vol.4 | 「想見你」 |

## 合作、樂曲提供
※最初合作或樂曲提供的機會很少，但從2000年左右開始，與其他藝術家的互動變得更加頻繁。
原創樂曲
- WHEREVER YOU ARE—莫里斯·懷特（1994年4月28日）
- —尤蘇·恩杜爾（1997年11月15日）
- —Full Of Harmony（2006年2月22日）
- 迎向未來—FUZZY CONTROL（2009年9月9日）

合作樂曲
- Medley：The Lady Is A Tramp ～It's Been A Long Long Time～ It's Only A Paper Moon—3Views Producers（2000年11月8日）
- I miss you ～穿越時空～—米希亞+DCT（2001年1月1日）
- Lugar Comum feat. DREAMS COME TRUE—塞吉歐·曼德斯（2008年2月27日）

混音
- 24/7 ～club mix featuring ZEEBRA～—ZEEBRA（2000年11月22日）
- SWEET SWEET SWEET ～06 AKON MIX～—阿肯（2006年11月29日）
- 掰掰 ～CMJK REMIX～—CMJK（2008年2月27日）

參加樂曲
- ZERO LANDMINE—N.M.L.（NO MORE LANDMINE）（2001年4月25日）

樂曲提供
- 嘿，我會加油。—近畿小子（作詞：吉田美和，作曲：吉田美和、中村正人）（2004年1月15日）
- 就算很討厭 也感謝你—青山黛瑪（作詞：吉田美和，作曲：吉田美和、中村正人）（2008年12月10日）
- —觀月亞里莎（作詞：吉田美和，作曲：中村正人）（2011年5月25日）
- 比希望的更多 比祈求的更多—近畿小子（作詞：吉田美和，作曲：中村正人）（2011年11月9日）
- —三浦大知（作詞：吉田美和，作曲：中村正人）（2017年9月27日發佈）

企劃製作／執行製作人
※自2002年創立獨立唱片公司「DCTrecords」以來，他們也開始培養年輕藝人。
- LUV DELUXE
- SAL
- NAOMI YOSHIMURA
- AM60
- LOVE
- FUZZY CONTROL

## 未商業化作品
沈船上的Monkey Girl ～WORLDWIDE VERSION～（沈没船のモンキーガール ～WORLDWIDE VERSION～）
在1996年的「LOVE UNLIMITED∞」巡迴演唱會中，這首歌被隱隱約約地用作「Monkey Girl 豪華遊輪之旅」演唱前的背景音樂。
SONG OF JOY Tony Moran Remix Edit / JIMI JAMM RADIO EDIT / King Masa Remix
為了宣傳《SING OR DIE》，Virgin Records向美國的俱樂部分發了CD和唱片，並在日本一些迎合DJ的唱片行出售了少量唱片。
主打曲是出自著名浩室音樂混音創作人東尼·莫蘭之手的混音「Tony Moran Remix Edit」，此外還收錄了「JIMI JAMM RADIO EDIT」、「KING MASA REMIX」、「LP VERSION」等。

它僅被收錄在為宣傳目的而發行的唱片中。
凝視愛與死 ～DREAMS COME TRUE VERSION～（愛と死をみつめて ～DREAMS COME TRUE VERSION～）
朝日電視台特別電視劇《凝視愛與死》的主題歌。在朝日電視台手機網站上發布鈴聲（至2006年3月底為止）。
未來預想圖II ～ENGLISH VERSION～（未来予想図II ～ENGLISH VERSION～）
HONDA「奧德賽」廣告歌曲。僅可用作鈴聲。
ONE LAST DANCE, STILL IN A TRANCE (Gomi Remix)
分發給俱樂部的錄音。

分發給俱樂部的錄音。

## 商業搭配列表
（詳情請參閱列表）
曾演唱富士電視台系列電視劇《急診室醫生系列》全系列的主題曲。
他們也是唯一兩次演唱NHK綜合《連續電視小說》主題曲的藝人。
| 曲名                        | 商業搭配                                           |
| --------------------------- | -------------------------------------------------- |
| APPROACH                    | Pia Map '89 和 Pia Map Bunko '89活動角色／活動歌曲 |
| DREAMS COME TRUE (アルバム) | 東寶系列電影《鮮花獻給山田奶奶》插入歌             |
| 高興！快樂！我愛你！        | grico「Pocky」廣告歌曲                             |

- 未来予想図Ⅱ（未來預想圖II） - SONY「HANDY CAM」廣告歌曲、電影『未来予想図』主題歌
- 笑顔の行方（微笑的行蹤） - TBS系連續劇『卒業』主題歌
- ひさしぶりのI Miss You（好久不見我想你） - 電影『山田ババアに花束を』插入歌曲
- Eyes to me - 富士底片廣告歌曲
- 彼は友達（他是朋友） - ダイドー「ブレンドコーヒー」廣告歌曲
- 未来予想図（未來預想圖） - 富士底片廣告歌曲、電影『未来予想図』主題歌
- 決戦は金曜日（決戰星期五） -  富士電視系『うれしたのし大好き』片頭曲
- 太陽が見てる（太陽在看） - 富士底片廣告歌曲
- 晴れたらいいね（放晴真好） - NHK朝の連続電視小説『ひらり』主題歌
- go for it! - 資生堂「レシェンテ」廣告歌曲、電影『7月7日、晴れ』插入歌曲
- LOVE TIDE - ソニー「Pixyエスプリ」廣告歌曲
- a little waltz - 可口可樂「爽健美茶」廣告歌曲
- いろんな気持ち（多種的心情） - 資生堂「レシェンテ」廣告歌曲
- WINTER SONG - 電影『めぐり逢えたら』日本版主題歌曲、電影『7月7日、晴れ』插入歌曲、SONY「MD WALKMAN」CF 歌曲
- WHEREVER YOU ARE - TBS系連續劇『長男の嫁』第一季主題歌、電影『7月7日、晴れ』插入歌曲
- ETERNITY - 電影『天鵝公主』主題曲
- サンキュ.(Thank You) - 日本電視「それって日テレ?」キャンペーンソング
- The Signs of LOVE（ETERNITY "DELICIOUS" Version＋） - 電影『7月7日、晴れ』插入歌曲
- LOVE LOVE LOVE - TBS系連續劇『愛していると言ってくれ』主題歌
- 嵐が来る（暴風雨來襲） - TBS系連續劇『愛していると言ってくれ』插入歌曲
- ROMANCE - TBS系連續劇『長男の嫁』第二季主題歌
- 家へ帰ろ（回家） - TBS系連續劇『長男の嫁』第二季插入歌曲
- 7月7日、晴れ（七月七日晴） - 電影『7月7日、晴れ』主題歌
- SONG OF JOY - 日本航空「ラスベガスキャンペーン」廣告歌曲
- 朝がまた来る（迎接朝陽） - 富士電視系連續劇『救命病棟24時』第1季主題歌
- 三日月 - フジ電視系連續劇『救命病棟24時』第1シリーズ插入歌曲
- なんて恋したんだろ（什麼樣的戀愛） - 森永「アロエヨーグルト」廣告歌曲
- dragonfly - DDI集團廣告歌曲
- SNOW DANCE - DDI集團廣告歌曲
- SNOW DANCE -a capella version- - 安比高原2003-2004シーズンイメージソング
- わすれものばんちょう（健忘大王） - NHK教育『それゆけこどもたい』片頭曲
- 2424/7 -TWENTY FOUR/SEVEN- - TBS系『日立 世界・ふしぎ発見!』片尾曲
- Go On, Baby! -universal mix- - 富士電視系『FIFAコンフェデレーションズカップ』中継主題歌曲
- いつのまに（轉眼之間） - 富士電視系連續劇『救命病棟24時』第二季主題歌曲
- crystal vine（水晶藤蔓） - 電影『アトランティス 失われた帝国』（亞特蘭提斯  失落的帝國）主題歌
- IT'S ALL ABOUT LOVE - 日本可口可樂「爽健美茶」廣告歌曲
- やさしいキスをして（溫柔的吻） - TBS系連續劇『砂の器』主題歌曲
- THIS IS IT! YOU'RE THE ONE! I KNEW IT! -「うれしい!たのしい!大好き!（高興！快樂！我愛你！）」英語版- - 本田技研工業「odyssey」廣告歌曲
- LOVE LOVE LOVE -ENGLISH VERSION- - 本田技研工業「Odyssey」廣告歌曲
- マスカラまつげ（睫毛膏上的睫毛） - ニベア花王廣告歌曲
- はじまりのla（開始的la） - ロッテ「ガーナミルクチョコレート」廣告歌曲
- OLA! VITORIA! - TBS系『EURO2004』現場直播主題曲
- ラヴレター（情書） - 電影『アマレット』主題歌曲
- 朝日の洗礼（朝陽的洗禮） - ボーダフォン「803T」廣告歌曲
- 何度でも （無數次）- 富士電視系連續劇『救命病棟24時』第三季主題曲
- JET!!! - LOTTE「ガーナミルクチョコレート」廣告歌曲
- SUNSHINE - 富士電視系『めざまし電視』主題曲
- WINTER SONG ～DANCING SNOWFLAKES VERSION～ - 本田技研工業「Odyssey」汽車廣告歌曲
- PROUD OF YOU - アサヒスーパードライ「2006 WORLD BASEBALL CLASSIC」日本代表応援廣告歌曲
- めまい（暈眩） - 朝日系連續劇『愛と死をみつめて』主題曲
- 愛と死をみつめて～DREAMS COME TRUE VERSION～ - 電視朝日系連續劇『愛と死をみつめて』主題曲
- LOVE LOVE LOVE ～ ENGLISH VERSION JAZZ MIX ～ - 本田技研工業「Odyssey」汽車廣告歌曲
- SWEET SWEET SWEET～ 06 AKON MIX ～ - SEGA PS3 / 360專用『ソニック・ザ・ヘッジホッグ』（音速小子）索尼克編故事主題歌曲
- a little waltz - マーベラスインタラクティブ『牧場物語 Oh!ワンダフルライフ』主題歌
- 大阪LOVER（大阪戀人） - 日本環球影城『ハリウッド・ドリーム・ザ・ライド』タイアップソング
- THE FIRST DAY WITHOUT YOU～JAPANESE VERSION～ - 『CSI:NY（第一季）』映象歌曲
- きみにしか聞こえない（只有你聽的見） - 電影『きみにしか聞こえない』主題曲
- サヨナラ59ers!（再見59歲） - 花王「AUBE」廣告歌曲
- ア・イ・シ・テ・ルのサイン ～わたしたちの未来予想図～（我愛你的記號～我們的未來預想圖～） - 電影『未来予想図～ア・イ・シ・テ・ルのサイン～（未來預想圖～我愛你的記號）』主題曲
- 未来予想図 ～VERSION’07～電影『未来予想図～ア・イ・シ・テ・ルのサイン～（未來預想圖～我愛你的記號）』主題曲
- 未来予想図II ～VERSION’07～電影『未来予想図～ア・イ・シ・テ・ルのサイン～（未來預想圖～我愛你的記號）』主題曲
- 未来予想図II ～英語版～ - 本田技研工業「Odyssey」汽車廣告歌曲
- またね(掰掰)電影「航海王劇場版第9部~喬巴身世之謎~冬季綻放,奇蹟的櫻花」主題曲
- その先へ（迎向未來）富士電視系連續劇『救命病棟24時』（急診室女醫2013）第四季主題曲

## 演唱會

### 概要
DREAMS COME TRUE的現場演出以兩大活動為主：發行專輯後舉行的專輯巡演，以及每4年舉辦一次的名為「史上最大規模的流動遊樂園 DREAMS COME TRUE WONDERLAND」的精選演唱會。他們還會舉辦「Ura One」現場演出（演唱一些鮮為人知的歌曲），這與「WONDERLAND」截然不同。作為巡演的額外環節，他們有時會在一些巡演難以覆蓋的地方舉辦「DREAMS COME TRUE之夜」。在表演中，他們沒有精心佈置的舞台，只攜帶樂器，只穿著他們身上的衣服。
- 1989年
  - We Are Dreams Come True（4月23日～5月23日）美夢成真第一場演唱會（WE ARE Dreams Come True）在東京、大阪、名古屋舉辦
  - ああ、神より素敵なDreams Come True（7月29日～8月11日）
  - HIROSHIMA '89出演（8月5日）
  - SETODA SUNSET BEACH SOUND'89出演（8月6日）
  - 第6回エフエム仙台 夕涼みコンサート出演（8月8日）
  - '89 学園祭ツアー（10月20日～12月6日）
  - LOVE GOES ON…（讓愛繼續...）（12月16日～12月20日）
- 1990年
  - JUBILEE（4月1日～5月31日）
  - WONDER 3（不思議3）（11月7日～1991年3月10日）在全日本38處舉辦，共計有8萬的歌迷參與
- 1991年
  - 史上最強の移動遊園地　DREAMS COME TRUE WONDERLAND '91（6月15日～6月29日）美夢成真首次登場的超大型演唱會（美夢成真'91夢幻遊園地演唱會）正式展開
  - MILLION KISSES（百萬個吻）（12月11日～1992年5月17日）在全日本52個地方舉辦，共計有20萬的歌迷參與。
- 1992年
  - MILLION KISSES（1991年12月11日～5月17日）
  - ぴあテン20周年記念イベント企画出演（4月4日）
- 1993年
  - The Swinging Star（1月28日～4月18日）在全日本28個地方舉辦，共計有25萬的歌迷參與
- 1994年
  - MAGIC JOURNEY（2月25日～8月3日）在全日本56個地方舉辦，共計有25萬歌迷參與
- 1995年
  - 史上最強の移動遊園地　DREAMS COME TRUE WONDERLAND '95（7月29日～9月10日）初次戶外巡迴演唱會"史上最強的移動遊園地 WONDERLAND'95"，日本全國五地區演出，現場歌迷共計50萬人

- 1996年
  - LOVE UNLIMITED∞（愛無界線）（7月24日～10月24日）在全日本9處舉辦29場
  - ドリカムの夕べ（8月2日）
- 1998年
  - LIVE! D.C.T. 1998　SING OR DIE（歡唱全世界）（3月4日～4月23日）
  - ドリカムの夕べ（3月12日～4月5日）
  - US SHOW CASE TOUR（7月27日～8月7日）在美國以及加拿大6個都市展開巡迴演唱會
- 1999年
  - 史上最強の移動遊園地 DREAMS COME TRUE WONDERLAND 1999～春の夢～（4月15日～4月22日）
  - 史上最強の移動遊園地 DREAMS COME TRUE WONDERLAND 1999～夏の夢～（6月23日～9月1日）
  - 史上最強の移動遊園地 DREAMS COME TRUE WONDERLAND 1999～冬の夢～（11月27日～12月27日）
- 2000年
  - DREAMS COME TRUE WONDERLAND 2000 in台北（1月8日）[[台北市立體育場]舉辦，約三萬多人]
  - DCTgarden.com COUNTDOWN PARTY（12月31日～2001年1月1日）
- 2001年
  - DCTgarden.com COUNTDOWN PARTY（2000年12月31日～1月1日）
  - DCTgarden.com Off-Site Meeting 2001（1月13日～2月14日）
- 2002年
  - 2002:monkey girl odyssey pp-mix（1月4日～2月17日）
  - 2002:monkey girl odyssey us-mix（5月19日～5月29日）
  - 2002:monkey girl odyssey arena-mix（7月4日～9月15日）
  - 2002:monkey girl odyssey okinawa-mix（9月20日～9月21日）
  - 2002:monkey girl odyssey west coast-mix（10月11日～10月19日）
  - 2002:monkey girl odyssey winter fantasia（12月18日～12月21日）
- 2003年
  - 史上最強の移動遊園地　DREAMS COME TRUE WONDERLAND 2003（7月19日～8月31日, 共計14場）
  - DREAMS COME TRUE WONDERLAND 2003 ～ドリカムの夕べ in OKINAWA～（10月4日～10月5日, 共計2場）
- 2004年
  - DREAMS COME TRUE 15th ANNIVERSARY POWER PLANT SPECIAL TOUR 2004 ウラワン？？！（3月2日～3月21日, 共計7場）
- 2005年
  - DREAMS COME TRUE CONCERT TOUR 2005 DIAMOND15（1月15日～4月27日, 共計36場）
  - DREAMS COME TRUE CONCERT TOUR 2005 DIAMOND15 ドリカムの夕べ（4月7日～4月19日, 共計2場）
  - ROCK KIDS 802 SPECIAL LIVE REQUESTAGE3（5月26日）
  - MTV THE SUPER DRY LIVE 2005 出演（5月28日）
  - LIVE 8 JAPAN 出演（7月2日）
- 2006年
  - SWITCH 20th Presents SWITCH ON LIVE Vol.4（1月31日）※DREAMS COME TRUE＋上原ひろみ
  - DREAMS COME TRUE CONCERT TOUR 2006 THE LOVE ROCKS（4月8日～9月18日, 共計47場）
- 2007年
  - 史上最強の移動遊園地 DREAMS COME TRUE WONDERLAND 2007 （8月4日～9月23日, 共計10場）
  - 史上最強の移動遊園地 DREAMS COME TRUE WONDERLAND 2007〜ドリカムの夕べ〜（8月18日～8月25日, 共計3場）
- 2008年
  - WINTER FANTASIA 2008 ～ DCTgarden "THE LIVE!!!"（11月15日～12月24日, 共計9場）
- 2009年
  - 20th Anniversary DREAMS COME TRUE CONCERT TOUR 2009 "ドリしてます？" （3月21日～7月22日, 共計33場）

### 主要的支援成員
- 合音：浦嶋林、馬渡松子、NAOMI YOSHIMURA、Robin Clark
- 吉他：David T. Walker
- 鋼琴：大谷幸
- 鼓：村上"ポンタ"秀一、Nir Z
- 舞者：HIRO（前ZOO、現為EXILE放浪兄弟）、SAE（前ZOO）、CAP（前ZOO）、竹内綾子、SHIGE（片平成紀）、KEITA（田中啓太）
- 小號：佐々木史郎（熱帯JAZZ楽団、BIG HORNS BEE等多位）
- 薩克斯風：山本一
- 電子琴：yaSya（富岡ヤスヤ）
- 打擊樂器：大儀見元（元オルケスタ･デ･ラ･ルス、現SALSA SWINGOZA）
- MC：マーセラス・D・ニーリー（Modernday Soothsayers）

### 演唱會的來賓
- aiko - 2000年「DCTgarden.com COUNTDOWN PARTY」
- nobodyknows+ - 2005年「DREAMS COME TRUE CONCERT TOUR 2005 DIAMOND15」
- 上原ひろみ - 2006年「SWITCH ON LIVE vol.4」

## 演出

### 廣告
- 資生堂「Reciente」（1993年）
- SONY「pixy（日语：pixy）」（1993年）
- SUNTORY「SUPER HOP'S（日语：スーパーホップス）」（1996年）
- DDI（日语：第二電電）集團（1999年—2000年）
- 日本可口可樂「爽健美茶」（2002年）
- LOTTE「迦納巧克力（日语：ガーナチョコレート）」（2004年—2005年）
- 東芝「Vodafone 803T（日语：Vodafone 803T）」（2005年）[10]
- Asahi&可果美[11]
  - （2007年）
  - （2008年）
  - （2008年）
- 明治乳業（現明治）「北海道十勝起司」（2008年）[12]
- 大塚製藥「寶礦力水得」（2010年）
- FANCL「全新無添加物護膚系列」（2012年）[13]
- TOYOTA「Estima Hybrid」（2012年）[14]
- 雀巢咖啡「雀巢黃金混合咖啡」（2013年）
- JR九州「DREAMS COME新幹線」（2015年3月—2016年3月）[15]
- 簡保生命保險（2016年4月—）
- ENEOS（2017年7月—）
  - 篇
- （2021年7月—）

### 電視節目

#### NHK紅白歌合戰出場歷
- 1990年第41回NHK紅白歌合戦 (初) 笑顔の行方（微笑的行蹤）
- 1991年第42回NHK紅白歌合戦 (2) Eyes to me
- 1992年第43回NHK紅白歌合戦 (3) 晴れたらいいね（放晴真好）～紅白版～（包含「決戦は金曜日」）
- 1993年第44回NHK紅白歌合戦 (4) go for it!]]
- 1994年第45回NHK紅白歌合戦 (5) すき（心動了）～紅白版～（包含「WINTER SONG」）
- 1995年第46回NHK紅白歌合戦 (6) LOVE LOVE LOVE～紅白版～（包含「ROMANCE、恋の罠しかけましょ」的混音版）
- 1996年第47回NHK紅白歌合戦 (7) そうだよ（是阿）
- 1997年第48回NHK紅白歌合戦 (8) PEACE!
- 2004年第55回NHK紅白歌合戦 (9) やさしいキスをして（溫柔的吻）
- 2005年第56回NHK紅白歌合戦 (10) 何度でも（無數次）～紅白特別版～（包含「溫柔的吻」）
- 2006年第57回NHK紅白歌合戦 (11) 何度でも LOVE LOVE LOVE 2006 （無數次的LOVE LOVE LOVE）
- 2007年第58回NHK紅白歌合戦 (12) ア・イ・シ・テ・ルのサイン　～わたしたちの未来予想図～紅白ヴァージョン （我愛你的記號 ~我們的未來預想圖~）～紅白特別版～
- 2009年第60回NHK紅白歌合戦 (13) その先へ　～紅白スペシャルヴァージョン～

### 電影
- 朋友以上、戀人未滿（日语：アマレット (映画)）（2004年12月25日公開）
- 音速小子2（2022年8月19日公開）

### PV
- 南方之星「天國 on the Beach（日语：東京VICTORY#収録曲）」（2014年9月10日發行）

## 獲獎紀錄
- 1992年
  - ’91年度PIA TEN音樂部門第1名。
- 1995年
  - 第6屆日劇學院獎 主題歌獎（《LOVE LOVE LOVE》，電視劇《跟我說愛我》主題歌）[16][17]
- 1999年
  - 第20屆日劇學院獎 主題歌獎（《迎接朝陽（日语：朝がまた来る）》，電視劇《急診室醫生》主題歌）[18][19]
- 2004年
  - 第40屆日劇學院獎 主題歌獎（《溫柔的吻（日语：やさしいキスをして）》，電視劇《砂之器》主題歌）[20][21]
- 2015年
  - SSTV「MUSIC VIDEO AWARDS」BEST VIDEO獎（《AGAIN》MUSIC VIDEO）
- 2016年
  - 榮獲SPACE SHOWER 音樂獎兩項大獎：「年度藝人」和「最佳流行藝人」。

## 其他活動
另請參閱「吉田美和」、「中村正人」以及「FUNK THE PEANUTS」

### 安德烈中村和鄂霍茨克男孩
1990年，中村正人的定期廣播節目《超級FM雜誌 中村正人的NORU SORU》（TOKYO FM）中，發起了「讓中村以演歌歌手身份出道」的單元企劃，由此誕生了DREAMS COME TRUE的誕生。該計劃不僅涵蓋中村，還擴大到Dreams Come True的其他成員和工作人員，最終以“Andre Nakamura and the Okhotsk Boys”的名義發行了首張CD。
這個想法誕生於1990年，當時中村正人的定期廣播節目《超級FM雜誌 中村正人的NORU SORU》（TOKYO FM）的一個單元發起了一個「讓中村以演歌歌手身份出道」的企劃。該企劃不僅擴大到包括中村，還包括DREAMS COME TRUE的其他成員和工作人員，並最終促使樂團以「安德烈中村和鄂霍茨克男孩（アンドレ中村とオホーツクボーイズ）」的名義發行首張CD。
此後，他們一直沒有活動，但突然回歸，參加了DREAMS COME TRUE的1999年巡迴演唱會「DREAMS COME TRUE WONDERLAND'99 夏之夢」（不過，只有安德烈中村和尼哈埃爾·梅奧回歸）。他們以鄂霍茨克男孩的名義，在漂浮在鄂霍茨克海上的「Garinko號」船上舉行了回歸現場演出。在吉田現場報導的片段和尼哈埃爾在每首歌前數數的視頻之後，安德烈和尼哈埃爾以與出道單曲封面照片相同的風格登台，演唱了他們唯一的歌曲。在「DREAMS COME TRUE WONDERLAND'99 冬之夢」期間，他們只在錄像和福岡演唱會（巡迴演唱會的第一天）中露面。
在2012/2013年巡迴演唱會「裏DREAMS COME TRUE WONDERLAND 2012/2013」中，安德烈中村時隔13年再次以個人身分回歸。

#### 成員
| 名字                 | 真實身份                                        |
| -------------------- | ----------------------------------------------- |
| 安德烈中村（アンドレ中村）       | 中村正人                                        |
| 岡里奈（岡リーナ）           | 吉田美和                                        |
| 尼哈埃爾·梅奧（ニハエル·マージョ）    | 西川隆宏                                        |
| Every角田（エヴリー·ツノダ）        | 角田onbuu，當時是DREAMS COME TRUE伴奏樂團的鼓手 |
| 莎莉·辛亞·日之本（サリー·シンヤ·日の本） | ，當時是DREAMS COME TRUE的製作人                |

#### 單曲
| 發行日期      | 單曲名稱（日文原名） | 規格編號  |
| ------------- | -------------------- | --------- |
| 1991年2月21日 |                      | ESDB 3191 |

## 腳註

## 外部連結
公式官網
DREAMS COME TRUE （日語）
唱片公司網站
DREAMS COME TRUE （日語）—UNIVERSAL MUSIC JAPAN
DREAMS COME TRUE （日語）—SonyMusic
YouTube
YouTube上的DREAMS COME TRUE channel頻道 （日語）
SNS
MASA BLOG （日語）
Official TikTok （日語）—TikTok
Official Instagram （日語）—Instagram
Official Instagram（STAFF） （日語）—Instagram
Official Twitter （日語）—Twitter
Official Twitter（STAFF） （日語）—Twitter
Official Facebook （日語）—Facebook
相關網站
DCTgarden SHOPPING MALL （日語）
DCTgardenIKEDA.com （日語）
what mee mee wants (wmmw) （日語）
sumile TOKYO （日語）
中之島 LOVE CENTRAL （日語）